# Johann Paul von Westhoff
Johann Paul von Westhoff (né en 1656 à Dresde et inhumé le 17 avril 1705 à Weimar) est un violoniste et compositeur allemand de l'époque baroque. Il est l'un des plus importants représentants de l'école de violon de Dresde. De surcroît, il est l'un des plus fameux violonistes de son époque et un des premiers à avoir composé pour violon seul. Il a travaillé comme musicien et compositeur à la Hofkapelle de Dresde (1674 - 1697) et à la cour de Weimar (1699 - 1705). Il a également été professeur de langues.
Seules sept œuvres pour violon et basse continue et sept pour violon seul nous sont parvenues, toutes publiées du vivant de Westhoff. D'autres œuvres, dont un ensemble de pièces pour violon seul de 1682, sont considérées comme perdues. Son travail, ainsi que celui de Heinrich Ignaz Franz Biber et de Johann Jakob Walther, a grandement influencé les générations suivantes de violonistes allemands, et ses six suites pour violon seul ont inspiré Jean-Sébastien Bach pour ses sonates et partitas pour violon seul.

## Biographie

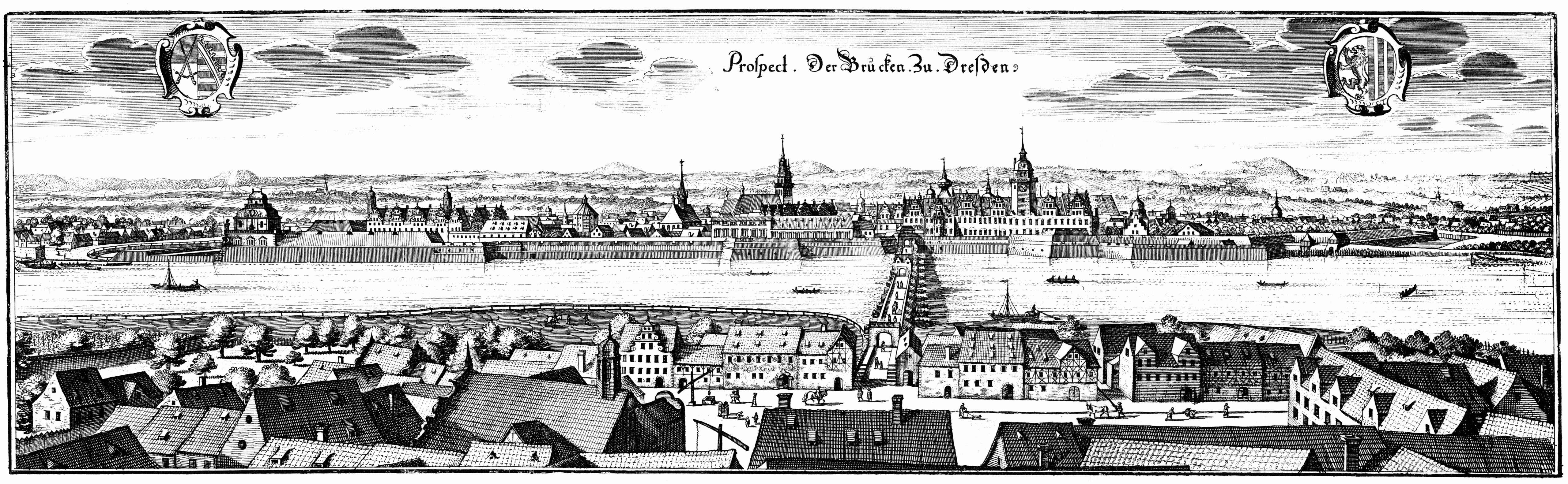
Panorama de Dresde en 1650, gravure de Matthäus Merian.

Le compositeur naît à Dresde, capitale de la Saxe, en 1656. Il reçoit une solide éducation musicale et rejoint en 1674 la Hofkapelle de Dresde, où travaille son père, Friedrich von Westhoff. La Hofkapelle a une forte tradition violonistique, qui commence avec les publications de Carlo Farina en 1620 et qui est continuée et soutenue, pendant la vie de Westhoff, par le violoniste Johann Jakob Walther et par le compositeur d'opéra Nicolaus Adam Strungk. Westhoff est membre de la Hofkapelle pendant plus de 20 ans, période durant laquelle il a aussi voyagé à travers l'Europe. Il quitte Dresde en 1697 et enseigne pendant une courte durée les langues contemporaines à l'université de Wittenberg. En 1699, il devient secrétaire, musicien de chambre et professeur de français et d'italien à la cour de Weimar. Westhoff meurt en avril 1705. La date exacte de sa mort est inconnue.
La réputation de Westhoff est, de son vivant, très grande. Ses contemporains le placent au même rang que les violonistes Heinrich Ignaz Franz Biber et Johann Jakob Walther. En 1671, à l'âge de 15 ans, son réseau lui permet déjà d'être le professeur de langues (italien, français et espagnol) des deux fils de l'électeur de Saxe, Johann Georg et Friedrich August. Son influence s'est répandue largement grâce aux voyages qui l'ont mené dans plusieurs pays : Hongrie, Italie, France (où, en 1682, il joue devant Louis XIV), Provinces-Unies, et à la cour impériale de Vienne. Sa sonate de 1682 est retrouvée dans une source italienne, et sa musique semble avoir influencé Giuseppe Colombi ainsi que d'autres violonistes renommés de cette époque.

## Musique

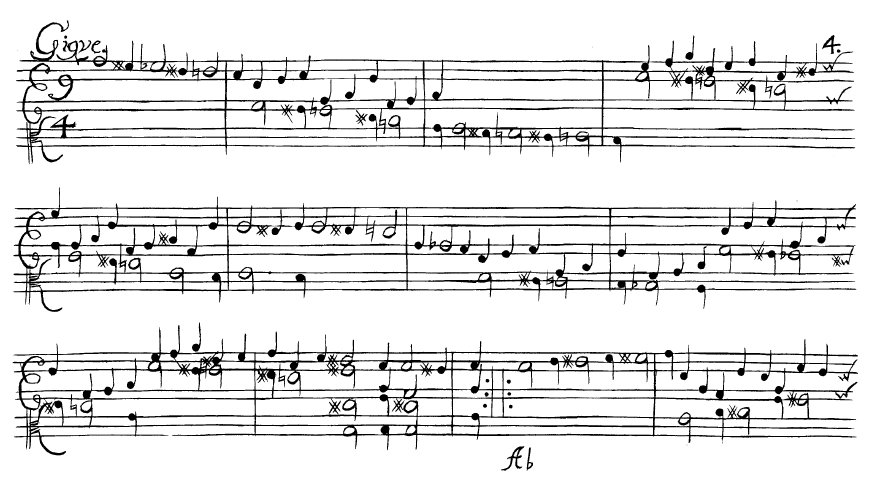
Le début de la gigue chromatique de la partita pour violon no 1 en La mineur de Westhoff.

Le style de Westhoff est influencé par des compositeurs plus anciens comme Walther, avec qui il a travaillé plusieurs années à la Hofkapelle de Dresde. À son tour, Westhoff a influencé Jean-Sébastien Bach, qui fut son collègue à Weimar — les deux compositeurs se sont probablement rencontrés en 1703. L'œuvre de Westhoff comprend deux recueils publiés de son vivant : six  Sonate a Violino solo con basso continuo (Dresde, 1694) et six Partitas pour violon seul (1696). Les partitas pourraient être la republication d'un recueil considéré comme perdu : Erstes Dutzend Allemanden, Couranten, Sarabanden und Giguen Violino Solo sonder Passo Continuo (Dresde, 1682). Par ailleurs, deux de ses compositions furent publiées dans une revue française de l'époque, Le Mercure galant : la première, en décembre 1682, est une sonate pour violon et basse continue (pièce que Westhoff a probablement jouée devant Louis XIV) ; la seconde, en janvier 1683, est une suite pour violon seul.
La suite de 1683 est la plus ancienne pièce connue pour violon seul à plusieurs mouvements. Avec les six partitas, cette suite préfigure les sonates et partitas pour violon seul de Jean-Sébastien Bach. Ce dernier en commencera l'écriture pendant sa période de Weimar et les achèvera en 1720, 24 ans après la première édition connue des partitas de Westhoff. Les caractéristiques musicales semblent montrer que l'œuvre de Bach est au moins conceptuellement redevable à l'œuvre de Westhoff. L'écriture pour violon de Westhoff est très avancée et comprend des doubles cordes ou l'usage de la quatrième position. La musique pour violon seul de Westhoff est clairement allemande, avec une polyphonie dense et des thèmes robustes, bien que les sonates montrent une influence italienne prononcée.
La notation employée pour les six partitas pour violon seul peut être déroutante pour un regard contemporain. En effet, la portée utilisée comporte huit lignes, réparties inégalement en groupe de trois, deux, et trois. En outre, deux clés (sol et ut) figurent en même temps sur cette unique portée (voir l'illustration ci-dessus).

## Liste d'œuvres
- Erstes Dutzend Allemanden, Couranten, Sarabanden und Giguen Violino Solo sonder Passo Continuo (Dresde, 1682), perdue
- Sonata pour violon et basse continue (décembre 1682, publié dans Mercure galant)
- Suite pour violon seul (janvier 1683, publié dans Mercure galant)
- Sonate a Violino solo con basso continuo (Dresde, 1694)
- Partitas pour violon seul (Dresde, 1696)

## Discographie
- Suites I, IV et VI - Pavlo Beznosiuk, violon ; Paula Chateauneuf, théorbe ; Richard Tunnicliffe, basse de viole ; Timothy Roberts, clavecin et orgue (avril 1999, Etcetera) (OCLC 62102459)
- Violin Masters of the 17th Century : Suites I, II, IV, V et VI - Elizabeth Wallfisch, violon (11-13 septembre 2000, Hyperion CDA67238) (OCLC 50426869)
- Sonates pour violon et basse continue : « Dresde, 1694 » -  Les Plaisirs du Parnasse, dir. David Plantier (4-9 avril 2004, Zig-Zag Territoires) (OCLC 611364771)
- Sei partite à violino senza basso accompagnato - Gunar Letzbor, violon Sebastian Klotz (18-20 février 2009, Arcana) (OCLC 611921981)